# Enthora alluaudi
Enthora alluaudi är en skalbaggsart som beskrevs av Dewailly 1950. Enthora alluaudi ingår i släktet Enthora och familjen Melolonthidae. Inga underarter finns listade i Catalogue of Life.